# 日立コンシューマエレクトロニクス
日立コンシューマエレクトロニクス株式会社（ひたちコンシューマエレクトロニクス、英: Hitachi Consumer Electronics Co., Ltd.）は、日立製作所のブランドの業務用液晶プロジェクターなどの開発・製造・販売を主に行っていた会社である。

## 概要
2009年（平成21年）3月16日に株式会社日立製作所は「業績改善に向けた事業構造改革について」を発表し、オートモーティブグループとコンシューマ事業グループを日立製作所を分割会社とし新設会社を承継会社とする新設分割を行うことを発表した。
2009年（平成21年）7月1日よりオートモーティブグループは日立オートモティブシステムズ（現在：日立Astemo）、コンシューマ事業グループは日立コンシューマエレクトロニクスとして発足し、2009年下期で製品損益黒字化、2010年度営業利益黒字化を目指していた。
発足後は、省エネ支援サービス「エコポンパ」や放射線測定装置を事業化してきたが、2013年（平成25年）7月1日に主力の液晶プロジェクター事業（主に業務用）を日立マクセル（現在：マクセル）に移管。2014年（平成26年）4月1日には放射線測定装置事業を日立アロカメディカルに移管した。

## 主な製品・事業
- 省エネ支援サービス「エコポンパ」
- 省エネ支援システム「エコポンパ ホーム」

（以下は新製品の開発・発表はなくサポートのみとなる）
- 薄型テレビ事業：Woooを参照
- 携帯電話事業：NECカシオ モバイルコミュニケーションズ（現在：日本電気(NEC)）[6]より供給を受けていた
- ビデオカメラ事業：Wooo#ビデオカメラを参照
- レコーダー事業：Wooo#DVDレコーダーを参照
- パソコン事業：Priusを参照